# Grand Prix automobile du Brésil 1993
GP précédent GP suivant
Le Grand Prix automobile du Brésil 1993 (Grande Prêmio do Brasil), disputé le 28 mars 1993 sur le Circuit d'Interlagos, est la 534e épreuve du championnat du monde de Formule 1 courue depuis 1950. Il s'agit de la vingt-et-unième édition du Grand Prix du Brésil comptant pour le championnat du monde de Formule 1, la onzième disputée à Interlagos, quartier de la ville de São Paulo, et la deuxième manche du championnat 1993.

## Classement
| Pos. | No | Pilote               | Écurie                | Tours | Temps/Abandon                      | Grille | Points |
| ---- | -- | -------------------- | --------------------- | ----- | ---------------------------------- | ------ | ------ |
| 1    | 8  | Ayrton Senna         | McLaren-Ford          | 71    | 1 h 51 min 15 s 485 (165,601 km/h) | 3      | 10     |
| 2    | 0  | Damon Hill           | Williams-Renault      | 71    | + 16 s 625                         | 2      | 6      |
| 3    | 5  | Michael Schumacher   | Benetton-Ford         | 71    | + 45 s 436                         | 4      | 4      |
| 4    | 12 | Johnny Herbert       | Lotus-Ford            | 71    | + 46 s 557                         | 12     | 3      |
| 5    | 26 | Mark Blundell        | Ligier-Renault        | 71    | + 52 s 127                         | 10     | 2      |
| 6    | 11 | Alessandro Zanardi   | Lotus-Ford            | 70    | + 1 tour                           | 15     | 1      |
| 7    | 19 | Philippe Alliot      | Larrousse-Lamborghini | 70    | + 1 tour                           | 11     |        |
| 8    | 27 | Jean Alesi           | Ferrari               | 70    | + 1 tour                           | 9      |        |
| 9    | 9  | Derek Warwick        | Footwork-Mugen-Honda  | 69    | + 2 tours                          | 18     |        |
| 10   | 20 | Érik Comas           | Larrousse-Lamborghini | 69    | + 2 tours                          | 17     |        |
| 11   | 21 | Michele Alboreto     | BMS Lola-Ferrari      | 68    | + 3 tours                          | 25     |        |
| 12   | 22 | Luca Badoer          | BMS Lola-Ferrari      | 68    | + 3 tours                          | 21     |        |
| Abd. | 29 | Karl Wendlinger      | Sauber-Ilmor          | 61    | Surchauffe                         | 8      |        |
| Abd. | 30 | Jyrki Järvilehto     | Sauber-Ilmor          | 52    | Panne électrique                   | 7      |        |
| Abd. | 4  | Andrea De Cesaris    | Tyrrell-Yamaha        | 48    | Panne électrique                   | 23     |        |
| Abd. | 2  | Alain Prost          | Williams-Renault      | 29    | Accident                           | 1      |        |
| Abd. | 23 | Christian Fittipaldi | Minardi-Ford          | 28    | Sortie de piste                    | 20     |        |
| Abd. | 10 | Aguri Suzuki         | Footwork-Mugen-Honda  | 27    | Accident                           | 19     |        |
| Abd. | 3  | Ukyo Katayama        | Tyrrell-Yamaha        | 26    | Accident                           | 22     |        |
| Abd. | 14 | Rubens Barrichello   | Jordan-Hart           | 13    | Boîte de vitesses                  | 14     |        |
| Abd. | 6  | Riccardo Patrese     | Benetton-Ford         | 3     | Suspension                         | 6      |        |
| Abd. | 25 | Martin Brundle       | Ligier-Renault        | 0     | Collision                          | 16     |        |
| Abd. | 24 | Fabrizio Barbazza    | Minardi-Ford          | 0     | Collision                          | 24     |        |
| Abd. | 7  | Michael Andretti     | McLaren-Ford          | 0     | Collision                          | 5      |        |
| Abd. | 28 | Gerhard Berger       | Ferrari               | 0     | Collision                          | 13     |        |
| Nq.  | 15 | Ivan Capelli         | Jordan-Hart           |       | Non qualifié                       |        |        |

## Pole position et record du tour
- Pole position : Alain Prost en 1 min 15 s 866 (vitesse moyenne : 205,230 km/h).
- Meilleur tour en course : Michael Schumacher en 1 min 20 s 024 au 61e tour (vitesse moyenne : 194,567 km/h).

## Tours en tête
- Alain Prost : 29 (1-29)
- Damon Hill : 12 (30-41)
- Ayrton Senna : 30 (42-71)

## Statistiques
- 37e victoire pour Ayrton Senna.
- 100e victoire pour McLaren en tant que constructeur.
- 161e victoire pour Ford-Cosworth en tant que motoriste.
- 1er point pour Alessandro Zanardi.
- 1re intervention de la voiture de sécurité, procédure mise en place à partir de 1993.
- Juan Manuel Fangio est venu sur le podium pour féliciter Ayrton Senna.